# 戴進隆
戴進隆，臺灣雲林縣臺西鄉人，曾任海口生活館館長、雲林縣臺西鄉臺西國民小學校長。2018年以無黨籍身份參加臺西鄉長選舉未當選，其後投入長照事業，現為「康泰長照學苑」苑長/執行長。

## 生平
戴進隆為雲林台西人，小時候家境清貧，五歲便隨祖父在海上工作養殖文蛤，之後幫忙父母從事農耕。國中畢業後，因為家境貧窮而放棄了台北工專與台南一中，選擇公費的師專就讀，暑假則到工廠打工賺錢。父親在他28歲時去世，之後便兄兼父職照顧兩位弟弟，直到他們成家立業。小學時即因成績優異、長期擔任班級幹部而立志從事教職。

### 教職生涯
擔任雲林縣台西鄉崙豐國小資訊組長時，設計「國小互動式多媒體串流影音網路教學系統」，開中華民國國民小學網路教學之先。經其研究得知，男學生使用網路學習的成效、動機和態度會高於傳統學習方式者。
戴進隆自嘉義師範學院畢業後歷任雲林縣林厝國小、台西國小教師，2002年考上主任，選擇留在台西服務，2012年參加雲林縣校長甄選，榮獲榜首，依然選擇台西國小做為第一志願。2012年台西國小創校一百周年，戴進隆運用機會推動將長期閒置的吳水圖書館改建為「海洋藝術館」，提供當地文史或藝術工作者作為展場。
擔任校長六年讓台西國小蛻變成為海洋藝術特色學校，獲得各大媒體報導多次，也獲得校務評鑑校長行政領導績效第一名。
2014年4月，在雲林縣政府的補助下，聘請藝術家吳榮峰指導，動員台西國小師生修復1992年設立在台西鄉台西海園的公共藝術作品海螺圓環。同年起戴進隆在自己兼任館長的海口生活館舉辦「假日音樂廳」活動，無償提供場地，號召音樂家為民眾免費演奏。
由於雲林縣是全台唯一未設置流浪狗之家的縣市，戴進隆取得全校共識後，將台西國小一間閒置的資源回收室改建成流浪狗中途之家，飼料、狗玩具等耗材源於營養午餐廚餘、家長捐贈以及校內工程剩餘廢料，2015年底開始營運。中心內的流浪狗主要由戴進隆與校方職員照護，亦常會有學生自願協助，讓中心除了媒合領養以外也具備生命教育的功能。
2017年4月，戴進隆注意到位在崙豐的住家附近有一塊約4分的荒地，和地主協商並無償取得土地使用權後，花費50萬新台幣，領導地方民眾一起進行社區營造，把荒地整理成公園。因其母認為他是「傻瓜」，將公園取名曰「傻瓜公園」。戴進隆以蚵架、蛤貝及牛車、風鼓為材搭設涼亭，並植栽綠美化，公園內也擺設其好友致贈的雕塑、牛車。

### 政治生涯
2018年3月底，戴進隆在社群網站宣布將辭任臺西國小校長，以無黨籍身分投入2018年年底的臺西鄉鄉長選舉。其以「翻轉臺西，從我做起」為理念，主張「不買票、不插旗、不攻擊、不造勢」四大原則，而以選民組織、公民座談、音樂會傳達政見，欲將臺西改造為「雲林西海岸的文化之都」。8月1日，戴進隆自臺西國小退休。7日正式離職後，其在「傻瓜公園」一角的涼亭掛上「傻瓜招待所」招牌，為其競選總部，亦是臺灣第一個公園化的競選總部。
原先有林芬瑩（無黨籍）、趙瑞和（民進黨）、戴進隆（無）3人登記参选台西乡长，不过获民进党提名的赵瑞和因涉刑事案件，受“保护管束”保安处分尚未撤销，丧失参选资格。民进党转而支持戴进隆，林芬莹则深耕基层，获泛蓝地方派系支持，与被视为泛绿的戴进隆形成蓝绿对抗之态。最後戴以1032票差距敗給林芬瑩。
鄉長選舉結束後，戴進隆鑒於當地高齡化趨勢明顯，參與「孝親園長照學苑」運營，擔任執行長，投入長照事業。

## 軼事
2017年2月，戴進隆自新聞中得知新北市一位丁姓少年在打工時遭搶匪砍斷手掌的遭遇，主動在當地發起募款，並與雲林縣迦南地弱勢輔助協會理事丁弘毅親送募款至醫院給予丁姓少年。